# Друст VIII
Друст VIII (Drust mac Talorgan; ? — 787) — король піктів у 782—787 роках.

## Життєпис
Син короля Талоркана II. Після раптової смерті останнього у 782 році стикнувся з повстаннями очільників гірських кланів. Водночас вимушений був протистояти зазіханням королівства Стратклайд. У 787 році в одній з битв з військами стратклайдського короля Рідерх II Друст VIII загинув. Новим королем став Конал I.